# كريستوفر راي
كريستوفر راي (بالإنجليزية:Christopher A. Wray) محامي أمريكي والرئيس الثامن لمكتب التحقيقات الاتحادي، خدم كمساعد لوزير العدل الأمريكي للقسم الجنائي من العام 2003 وحتى 2005. وفي عام 2017 ترشح من قبل الرئيس الأمريكي دونالد ترامب لشغل منصب مدير مكتب التحقيق الاتحادي ووافق مجلس الشيوخ الأمريكي على تعيينه في 1 أغسطس 2017 وتولى مهامه رسمياً في اليوم التالي.

## روابط خارجية
- كريستوفر راي على موقع IMDb (الإنجليزية)
- كريستوفر راي على موقع مونزينجر (الألمانية)
- كريستوفر راي على موقع قاعدة بيانات الفيلم (الإنجليزية)
- كريستوفر راي على موقع كينوبويسك (الروسية)